# Palaeogale
Palaeogale — викопний рід хижих ссавців. Існував в північній півкулі з раннього олігоцену по середній міоцен. Викопні рештки знайдені в США, Канаді, Китаї, Монголії, Франції, Німеччині та Греції. Це були невеликі хижі ссавці, схожі на сучасних куниць. За будовою зубів зближуються з вимерлою примітивною родиною Viverravidae, що існувала в палеоцені та еоцені.